# Platysenta leucoptya
Platysenta leucoptya là một loài bướm đêm trong họ Noctuidae.